# 福克纳早熟禾
福克纳早熟禾（学名：Poa falconeri）为禾本科早熟禾属下的一个种。